# Gan (Francja)
Gan – miejscowość i gmina we Francji, w regionie Nowa Akwitania, w departamencie Pireneje Atlantyckie.
Według danych na rok 1990 gminę zamieszkiwały 4724 osoby, a gęstość zaludnienia wynosiła 119 osób/km² (wśród 2290 gmin Akwitanii Gan plasuje się na 86. miejscu pod względem liczby ludności, natomiast pod względem powierzchni na miejscu 175.).